# Kraftwerksgruppe Stubachtal

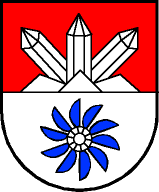
Uttendorfer Gemeindewappen: Das Pelton-Turbinenrad bezieht sich auf das Stubachwerk

Die Kraftwerksgruppe Stubachtal bzw. das Stubachwerk ist ein System aus sechs Bahnstrom-Wasserkraftwerken der Österreichischen Bundesbahnen im Stubachtal in den Hohen Tauern. Es handelt sich um Speicherkraftwerke, die künftig auch teilweise zu Pumpspeicherkraftwerken ausgebaut werden.

## Anbindung an das 50-Hz-Netz
Die Kraftwerksgruppe ist an das 110-kV-Bahnstromnetz der ÖBB angeschlossen. Um den innerhalb Österreichs regional unterschiedlichen Bedarf an elektrischer Traktionsenergie besser ausgleichen zu können, kann der im Stubachtal erzeugte einphasige Bahnstrom mit einer Netzfrequenz von 16,7 Hz seit 2015 in einem Frequenzumformerwerk in Uttendorf teilweise in Dreiphasenwechselstrom mit 50 Hz Netzfrequenz umgewandelt werden und in das öffentliche Hochspannungsnetz der Austrian Power Grid eingespeist werden, um an anderer Stelle in Österreich durch Umformerwerke wieder zurück in Bahnstrom gewandelt zu werden. Damit können Übertragungsverluste, die innerhalb des mit 110 kV betriebenen Bahnstromnetzes auftreten würden, durch die Nutzung des größeren öffentlichen Stromnetzes mit seinen höheren Übertragungsspannungen reduziert werden.

## Einzelne Kraftwerke der Gruppe
Die Abarbeitung des Triebwassers geschieht in mehreren einzelnen Kraftwerken, die sich auf verschiedenen Höhenniveaus im Stubachtal befinden. Die  ab 1948 errichtete und ab 1951 in Betrieb befindliche nicht öffentliche Werkseilbahn Enzingerboden-Tauernmoos-Weißsee stellte bis 2023 den ganzjährigen Zugang zu den im hochalpinen Gelände gelegenen Bauwerken sicher. Im Zuge der Planungen für das KW Tauernmoos erfolgte jedoch die Errichtung eines mit LKW befahrbaren Zufahrtstunnelsystems, das am Talschluss Enzingerboden beginnt und bis zur künftigen Kraftwerkskaverne und zum Portal Weißsee führt.

### Kraftwerk Süd
Die Beileitung Süd  sammelt einige Gewässer südlich des Alpenhauptkammes im Gemeindegebiet von Matrei in Osttirol und führt sie durch ein acht Kilometer langes Stollensystem dem Tauernmoossee zu. Das 1968 bis 1974 errichtete Kavernen-Kraftwerk Süd nutzt das Gefälle dieser Beileitung. Die Nettofallhöhe beträgt 215 m, die zweidüsige Peltonturbine leistet bei 694 l/s Durchsatz 1,2 MW. Der erzeugte Drehstrom dient dem Eigenbedarf der Betriebsanlagen der Beileitung Süd und dem Kraftwerk Enzingerboden.

### Kraftwerk Enzingerboden
Das Kraftwerk Enzingerboden  gilt als die Hauptstufe der Gruppe. Sie nutzt den Hauptspeicher Tauernmoossee sowie die Vorspeicher Weißsee, Amertaler See und Salzplattensee. Amertaler See (auch: Amersee) und Salzplattensee werden über die Beileitung Nord erfasst, die in den Weißsee mündet.

### Kraftwerk Grünsee

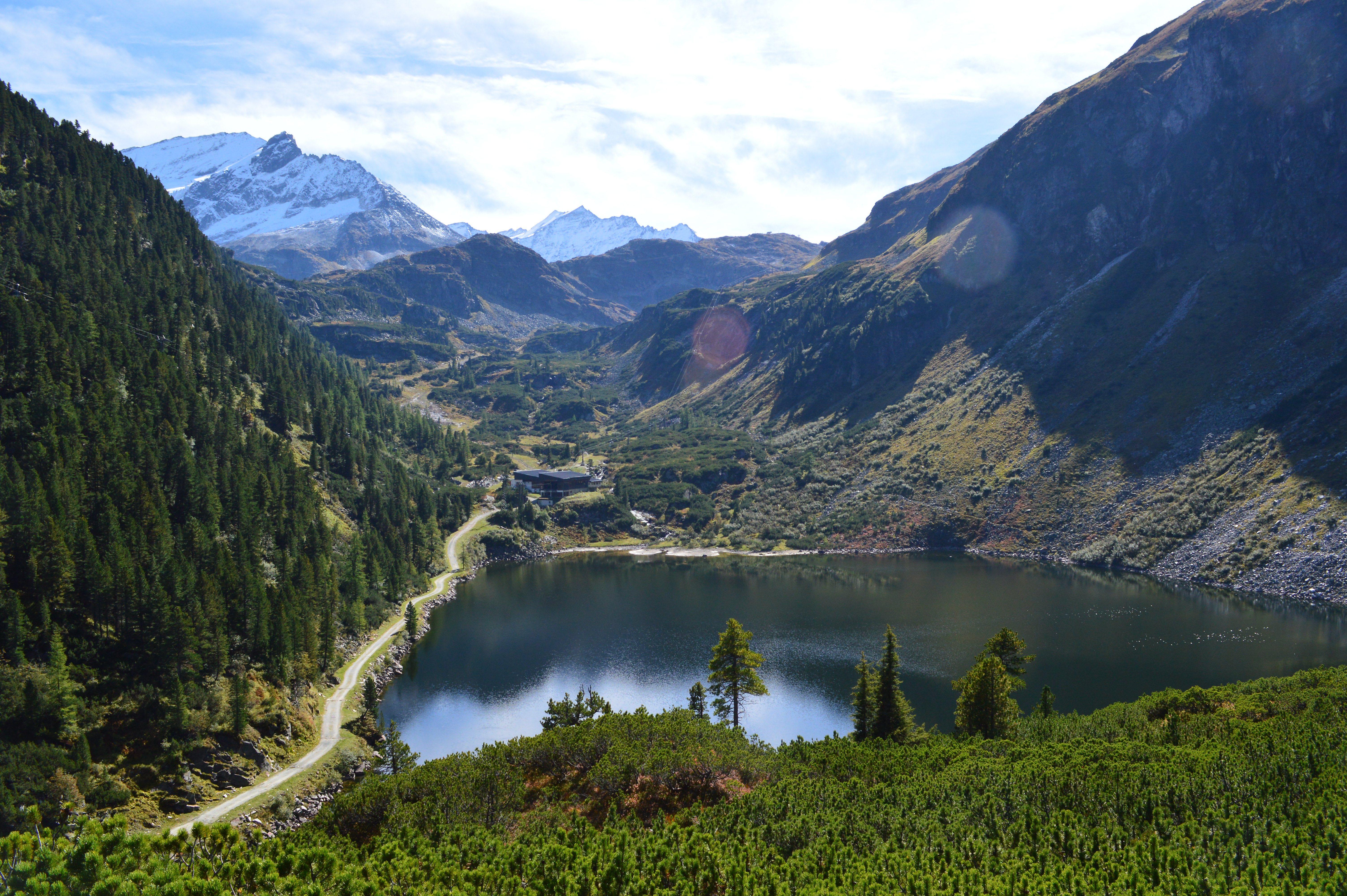
Grünsee

Parallel zur Hauptstufe besteht am Enzingerboden ein kleines Kraftwerk, das aus dem Grünsee  gespeist wird. Die Nutzfallhöhe beträgt 256,5 m, die Leistung 500 kW bei einem Durchfluss von 2,4 m³/s.

### Kraftwerk Schneiderau
Die Mittelstufe bildet das oberhalb der Rotte Schneiderau gelegene Kraftwerk Schneiderau , das das Unterwasser des Kraftwerks Enzingerboden sowie die Zuflüsse zur Stubach nach dem Tauernmoossee nutzt. Außerdem nutzt es den Wiegenbach, der in sein Wasserschloss eingeleitet wird.

### Kraftwerk Uttendorf I
Das Kraftwerk Uttendorf I bildet eine der beiden Unterstufen und liegt bei der Gemeinde Uttendorf in der Nähe des Taleingangs des Stubachtales auf ca. 800 m ü. Adria. Es nützt das Unterwasser der Mittelstufe sowie das neben der Mittelstufe anfallende Wasser und einige Bachbeileitungen. Nach der Turbinenpassage wird das Triebwasser der Stubach zugeleitet, die kurz darauf als rechter Nebenfluss in die Salzach mündet.

### Kraftwerk Uttendorf II
Das Kraftwerk Uttendorf II  befindet sich im gleichen Betriebsgebäude wie das KW Uttendorf I. Es nützt das abgearbeitete Wasser des Kraftwerks Enzingerboden, das im etwas unterhalb gelegenen Ausgleichsbecken Enzingerboden  gespeichert wird. Im Gegensatz zum Kraftwerk Uttendorf I führt der Triebwasserweg unter Auslassung des Kraftwerks Schneiderau direkt zu den Maschinensätzen des KW Uttendorf II. Die bewilligte Durchflussmenge beträgt 12 m³/s bei einer Nutzfallhöhe von 664 m, die Engpassleistung beträgt 66 MW.

### Kraftwerk Tauernmoos

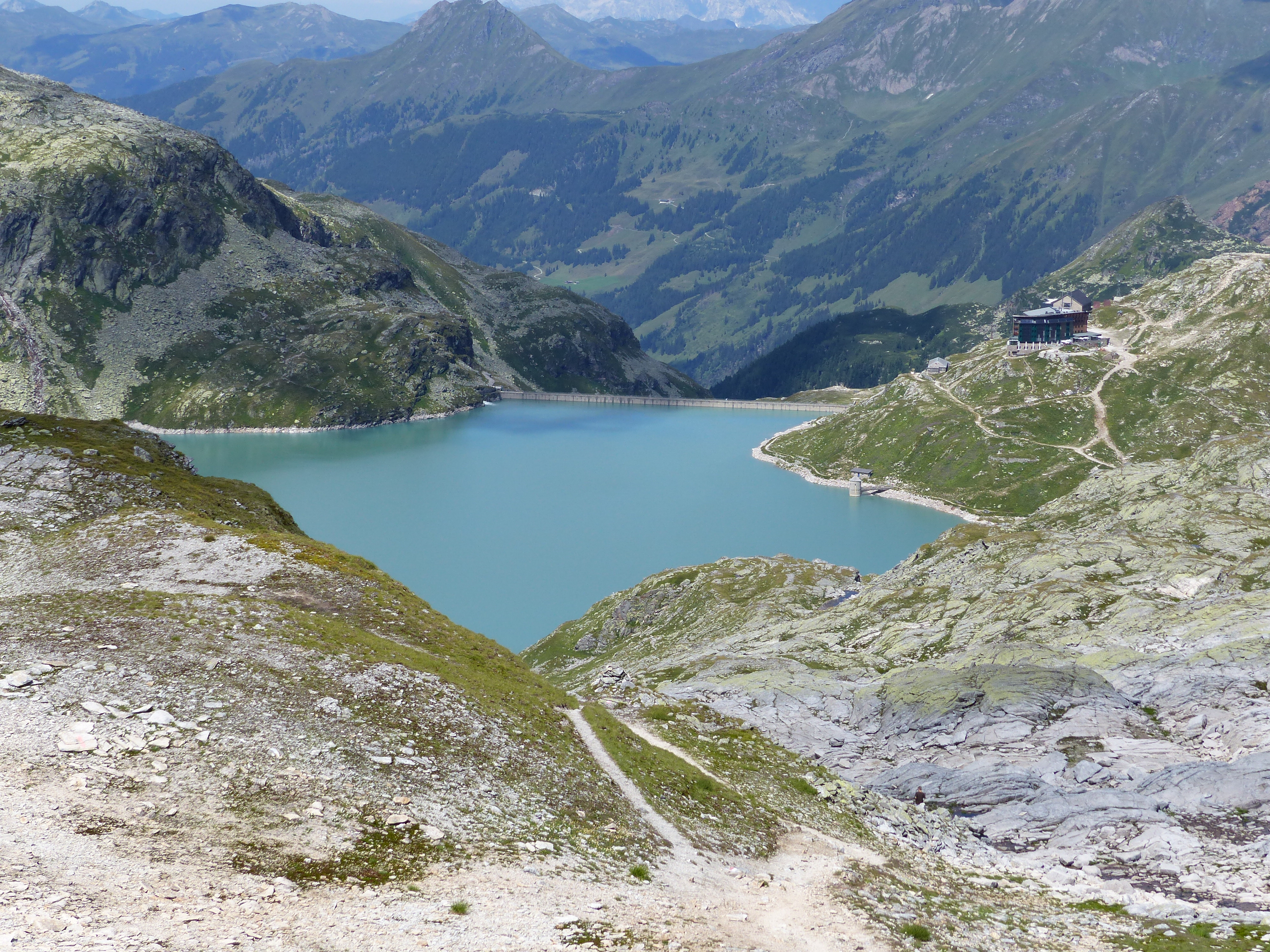
Weißsee mit Rudolfshütte

Der Weißsee wurde während und nach dem Zweiten Weltkrieg eingestaut, um das Triebwasser dem Hauptspeicher Tauernmoos bedarfsgerecht zuführen zu können. Der Höhenunterschied zwischen den Seen wurde dabei bislang nicht genützt. Es soll eine unterirdische Kavernen-Anlage errichtet werden, um den Höhenunterschied in Zukunft nutzbar zu machen. Dabei wird der Weißsee das Oberbecken und der Tauernmoossee das Unterbecken für die Pumpspeicheranlage. Es kommen zwei reversible Pumpturbinen mit je 85 MW Leistung und maximal 40 m³/s Durchfluss zum Einsatz. Während die anderen Anlagen im Stubachtal ausschließlich Bahnstrom erzeugen, werden im KW Tauernmoos Maschinensätze installiert, die mit 50 Hz Dreiphasenwechselstrom betrieben werden. Die Anbindung an die Übertragungsnetze erfolgt durch ein 18,5 km langes 110-kV-Erdkabel von den Maschinentransformatoren zur Umrichteranlage Uttendorf. Der Baubeginn war 2020, 2025 soll das neue Pumpspeicherkraftwerk in Betrieb genommen werden.

### Bilder

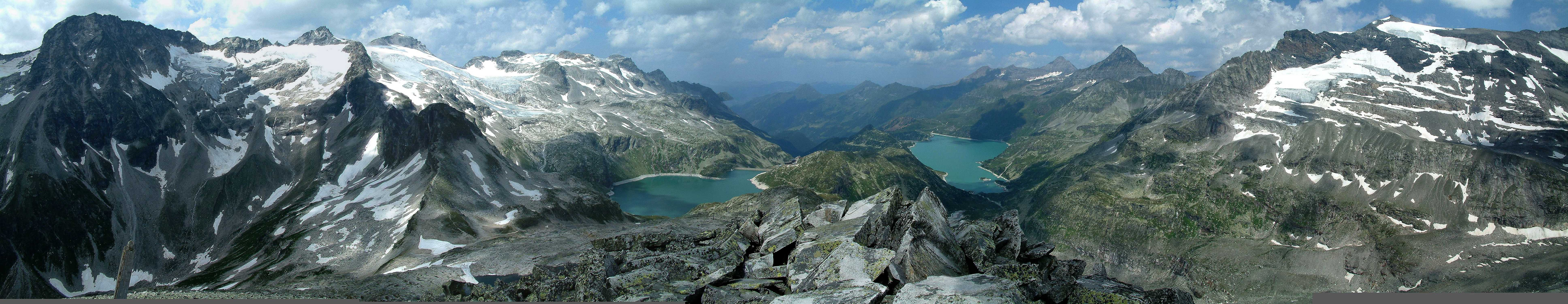
Blick talauswärts: Weißsee (links) und Tauernmoossee (rechts)
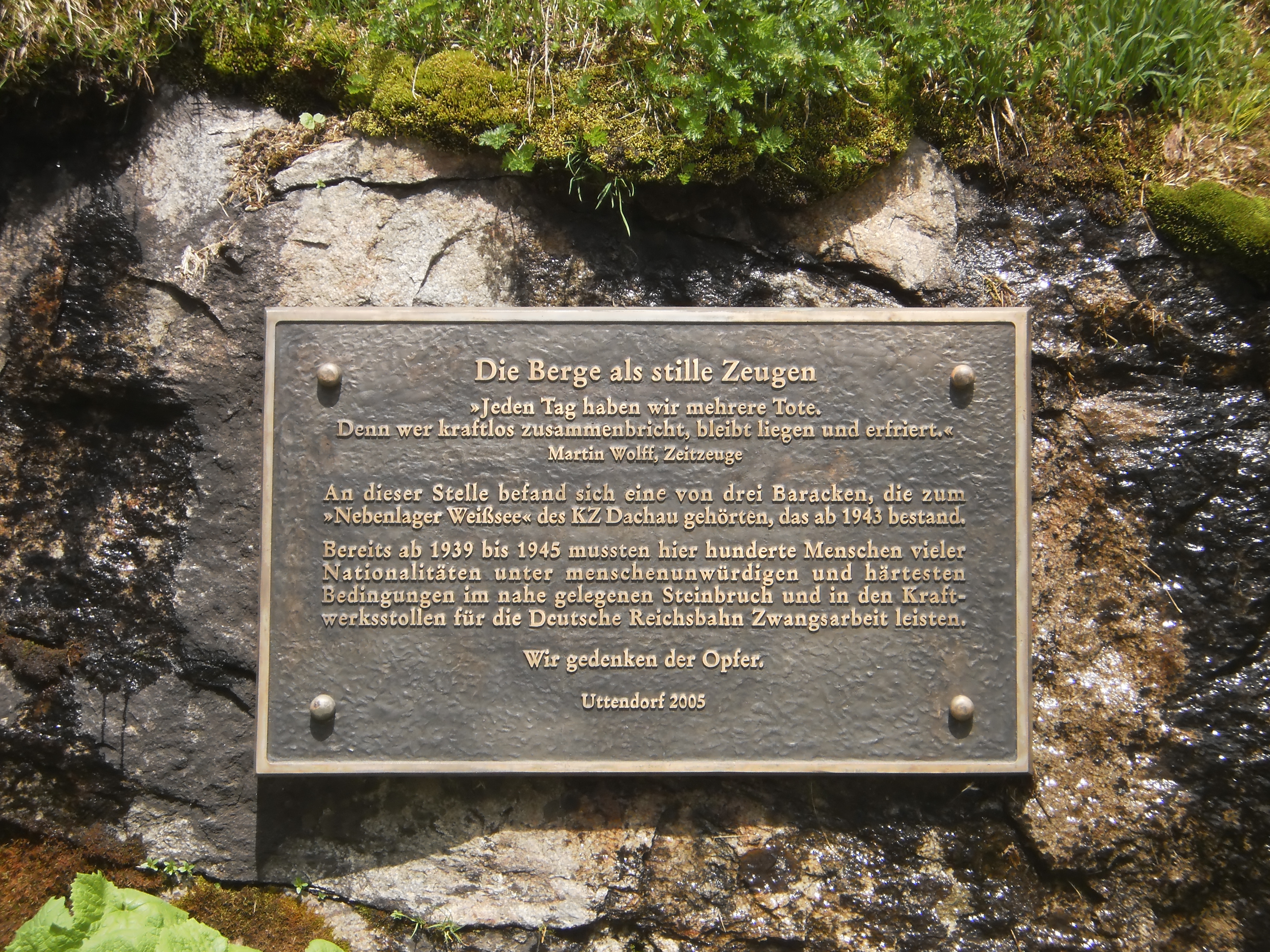
Gedenktafel für ein Außenlager des KZ Dachau